# Pacific Rim (film)
Pacific Rim è un film del 2013 co-scritto, diretto e co-prodotto da Guillermo del Toro.
Scritto insieme a Travis Beacham, il film trae ispirazione dai Kaijū, i colossali mostri del cinema giapponese e dai vari mecha presenti in numerosi anime e manga. Nel 2018 è uscito il sequel, Pacific Rim - La rivolta, diretto da Steven S. DeKnight.

## Trama
Nel 2013 una misteriosa breccia appare sul fondo dell'oceano Pacifico. La breccia è un portale interdimensionale dal quale emergono giganteschi mostri alieni, i Kaijū. La guerra instaurata contro tali creature è destinata a distruggere milioni di vite e consumare le risorse umane per gli anni a venire. Per fronteggiare le titaniche minacce, le nazioni del mondo decidono di mettere da parte le loro inimicizie. Vengono ideate delle armi speciali: enormi mecha chiamati Jaeger, di solito controllati simultaneamente da due piloti le cui menti sono collegate a una rete neurale. Poiché i devastanti attacchi dei Kaijū sono quasi tutti concentrati sugli Stati che si affacciano sul Pacifico, le nazioni più potenti del Pacific Rim impiegano gran parte delle proprie risorse per aderire al progetto Jaeger e al loro sviluppo.
Nonostante un'iniziale rivalsa a opera degli Jaeger i Kaijū si adattano ai loro nuovi avversari, diventando più eterogenei, aggressivi e organizzati. Il primo caso avviene nei mari dell'Alaska, nel 2020: Raleigh Becket e suo fratello Yancy sono due piloti dello Jaeger Gipsy Danger, ricevono l'ordine di fronteggiare un Kaijū che sta per attaccare una città ma i fratelli, nonostante la disapprovazione di Stacker Pentecost, il comandante delle forze Jaeger, fanno una deviazione per salvare una barca di pescatori in balia del Kaijū di categoria III Knifehead. Gipsy riesce apparentemente ad abbattere Knifehead ma quest'ultimo aggredisce improvvisamente lo jaeger e i fratelli Becket non riescono a difendersi: Gipsy è gravemente danneggiato dal Kaijū e Yancy viene divorato dal mostro. Raleigh, furioso per la morte del fratello e deciso a uccidere Knifehead, prende il comando di Gipsy e con le sue ultime forze abbatte l'avversario con il cannone al plasma del robot. Di Raleigh si perdono le tracce ma riesce comunque a raggiungere la costa con quello che rimane del Gipsy, venendo soccorso da un uomo e un ragazzo che si trovavano li.
Cinque anni dopo, la feroce risposta dei mostri ha spinto nuovamente l'umanità sull'orlo dell'estinzione, fino al punto che i vari governi ritengono inutili gli Jaeger, e puntano tutto sulla costruzione di un mastodontico muro costiero. Gli ormai sottovalutati piloti di Jaeger, ridotti a un'organizzazione di resistenza, saranno ancora finanziati fino a quando il muro non sarà completato. I quattro robot rimasti vengono importati in una base a Hong Kong per difendere la costa dagli attacchi finché non sarà eretto il muro.
Raleigh lavora come operaio in un cantiere dove si sta costruendo la muraglia. Un giorno, assieme ai suoi colleghi operai, vede in televisione sul telegiornale un servizio dove si dimostra l'inutilità della muraglia poiché a Sydney il Kaijū di categoria IV Bladehead riesce a distruggere senza sforzo il muro. Il Kaijū viene successivamente eliminato dallo Jaeger Striker Eureka. Raleigh si è ormai ritirato dal progetto Jaeger, ma arriva Pentecost che lo convince a tornare in squadra e a pilotare nuovamente il Gipsy. Arrivato a Hong Kong, Raleigh viene a sapere che Pentecost vuole distruggere il portale con una testata nucleare installata dietro la schiena di Striker Eureka. Raleigh viene inserito in un gruppo di piloti, con l'obiettivo iniziale di trovare un compagno che possa rimpiazzare suo fratello, siccome più forte è il legame mentale tra i piloti, più elevate sono le prestazioni dello Jaeger pilotato. Tra questi individui Raleigh rimane impressionato dalla giovane Mako Mori, con la quale vuole fare coppia. Pentecost inizialmente è riluttante, avendo preso Mako sotto la sua ala protettrice sin da quando perse i genitori da piccola dopo l'attacco del Kaijū Onibaba, ma alla fine accetta. Inizialmente però la loro cooperazione non dà riscontri positivi: durante la prima unione mentale Mako viene sopraffatta dal ricordo del trauma psicologico infantile subito e per poco non causa involontariamente un incidente col Gipsy mentre sono ancora nell'hangar.
Nel frattempo Pentecost consulta la squadra di ricerca formata da due studiosi, il matematico Hermann Gottlieb e il biologo Newton Geiszler. Il primo prevede che due Kaijū attaccheranno Hong Kong in poco tempo, dato che il tempo tra un attacco e l'altro si riduce sempre di più, Newton capisce invece che i Kaijū non sono così diversi nonostante siano classificati in categorie, avendo lo stesso DNA e vuole quindi usare la tecnologia con cui due piloti Jaeger connettono le loro menti per vedere i ricordi di un Kaijū attraverso un frammento di cervello, in modo da capire al meglio la natura dei mostri. Nonostante l'esperimento risulti pericoloso, Newton decide comunque di collegarsi al frammento di cervello del Kaijū; dopo l'esperimento scopre così che i Kaiju in realtà non sono bestie selvatiche, ma delle armi biologiche fabbricate da una razza di alieni invasori che risiedono dall'altra parte del portale, vero motivo per cui sono sempre diversi e stranamente sembrano adattarsi in fretta. Questi alieni avevano già tentato di invadere la Terra nel triassico rinunciando per via dell'atmosfera troppo pura, ma a causa dell'inquinamento provocato dall'uomo l'ambiente del pianeta è ora adatto per la loro sopravvivenza. Pentecost vuole saperne di più e quindi dà il consenso a Newton per recarsi da Hannibal Chau, un avido e corpulento grossista che abita ad Hong Kong e traffica parti di Kaijū abbattuti, per chiedergli un altro cervello con cui ripetere l'esperimento e scoprire più cose, così da potere studiare un piano d'offesa definitivo contro gli alieni. Newton raggiunge Chau e tenta di convincerlo a cedergli un cervello ma il grossista vuole sapere cosa se ne dovrebbe fare di una parte di Kaijū difficile da estrarre dal corpo delle creature. Newton racconta le sue intenzioni senza scendere troppo in particolari. Come previsto da Hermann, due Kaijū, Otachi e Leatherback, emergono dal portale e si avviano verso Hong Kong.
Gli Jaeger rimasti, tranne Gipsy Danger che rimane alla base, provano coraggiosamente a difendere Hong Kong dal duplice attacco: Crimson Typhoon pilotato dai gemelli Wei lotta contro Otachi ma viene distrutto dal suo avversario; Cherno Alpha giunge troppo tardi in aiuto dei suoi compagni e affronta Otachi a sua volta; inizialmente ha la meglio ma le cose si mettono male quando alle spalle dello Jaeger compare Leatherback che stava in agguato sott'acqua. Striker, che stava sorvegliando la costa, corre in aiuto di Cherno ma giunge anch'egli troppo tardi e Cherno viene schiacciato da Leatherback. Striker combatte contro Otachi e, mentre sta per dargli il colpo di grazia, Leatherback sprigiona un'onda elettromagnetica che manda in tilt la città e lo Jaeger. Otachi lascia il posto per raggiungere Hong Kong mentre il mecha è alla mercé di Leatherback. I piloti di Striker, Chuck Hansen e suo padre Herc, decidono di uscire dallo Jaeger e di sparare al Kaijū con i lanciarazzi per tenerlo lontano il più possibile dalla città. Chuck e Herc vengono salvati da Raleigh e Mako che prendono il comando di Gipsy, poiché il loro Jaeger è analogico e quindi non è stato neutralizzato dall'onda elettromagnetica emessa da Leatherback, e lo uccidono. Chau intuisce che i Kaijū stanno cercando Newton perché hanno percepito il suo esperimento. Newton si rifugia quindi in un rifugio pubblico ma viene scovato da Otachi, il quale viene fermato dal Gipsy che si scontra con lui e riesce a sconfiggerlo. Dopo la sconfitta dei due mostri, Chau e il suo squadrone si recano alla carcassa di Otachi per ricavarne delle parti, e qui Newton scopre che il Kaijū è gravido e il feto che portava nelle sue interiora (un piccolo Otachi) prende vita e li assale, prima di morire (apparentemente) per via del cordone ombelicale intorno al collo. Poco dopo, mentre Newton discute con Chau, il piccolo Otachi si risveglia ingoiando Chau per poi soccombere definitivamente. Newton e Hermann Gottlieb si collegano con il cervello del neonato e scoprono i tempi e le modalità di apertura del portale.
I due Jaeger rimasti si uniscono per eseguire l'attacco decisivo pianificando di abbattere il portale gettandoci la testata nucleare quando si aprirà; Pentecost sostituisce Herc, poiché quest'ultimo è rimasto ferito e prende il comando di Striker, lo Jaeger che trasporta l'arma nucleare. Striker e Gipsy si scontrano nelle profondità del pacifico contro i Kaijū Scunner e Raiju. Newton e Hermann arrivano alla base Jaeger e avvisano i piloti che solo i Kaijū possono attivare il portale e che quindi servirà uno di loro per attuare il piano. Come se non bastasse i due Jaeger, oltre a combattere i due precedenti mostri, devono affrontare anche il primo Kaijū di categoria V, Slattern (Newton aveva previsto un triplo attacco successivo). Gipsy riesce a tagliare a metà Raiju ma Scunner e Slattern attaccano Striker. Vista la situazione Pentecost decide di fare esplodere la testata nucleare nel momento esatto in cui i due Kaijū attaccano lo Jaeger, sacrificandosi e Pentecost ha un ultimo dialogo con la figliastra. Raleigh e Mako cercano di sfruttare la carcassa di uno dei mostri, ma vengono assaliti da Slattern che è gravemente ferito. Mettendo fuori gioco il Kaijū con il motore nucleare di Gipsy e trascinandolo nella breccia, i due piloti riescono a penetrare il portale raggiungendo la dimensione aliena. Una volta giunti all'interno, Raleigh attiva l'autodistruzione di Gipsy e ritornano in superficie lanciandosi con dei gusci di salvataggio, mentre il robot esplode uccidendo gli alieni e abbattendo il portale dei Kaijū per sempre. Il film si conclude con Raleigh e Mako che si ricongiungono e abbracciano mentre vengono raggiunti dagli elicotteri di salvataggio.
In una scena dopo i primi titoli di coda, vediamo che Hannibal Chau è sopravvissuto e fuoriesce dal ventre dell'Otachi neonato.

## Personaggi

### Jaeger
Gli Jaeger sono enormi robot antropomorfi alti circa 80 metri, controllati simultaneamente da due o tre piloti le cui menti sono collegate a una rete neurale. I loro "occhi" sono sostituiti da un visore che funge da proiettore per fare vedere ai piloti l'ambiente circostante, ma anche da monitor, per visualizzare lo stato di integrità del robot e vari altri parametri. Sono provvisti di un'enorme forza e di una buona mobilità. Solitamente uno Jaeger combatte a mani nude (come Cherno Alpha) o avvalendosi di ciò che trova nell'ambiente circostante (Gipsy Danger userà una petroliera a mo' di bastone e dei container come tirapugni). Come i Kaiju sono divisi in cinque "Mark" ma a differenza dei mostri si basa sul periodo di creazione. Alcuni Jaeger (dal Mark II in su) sono dotati però di armi: Gipsy Danger ha una "Spada a catena" che esce da un avambraccio, Striker Eureka delle lame/forbici sugli avambracci, Crimson Typhoon è in grado di trasformare le mani in lame rotanti. Alcuni Jaeger, infine, sono dotati di armi da fuoco: le mani di Gipsy Danger si tramutano in cannoni al plasma e Striker Eureka ha dei cannoni montati nel petto. Come spiegato nel prologo, gli Jeagers sono talmente grossi che necessitano di due piloti (uno per emisfero del cervello). Poiché più forte è il legame più forte e la capacità di combattimento, i piloti sono spesso parenti di sangue o partner di vita (Raleigh e Yancy sono fratelli, Herc e Chuck sono padre e figlio, Sasha e Aleksis sono coniugi e i Wei Yang sono fratelli gemelli). Di seguito sono elencati gli Jaeger che appaiono nel film, la loro categoria, le caratteristiche peculiari e la loro nazione:

#### MARK I
- Cherno Alpha, per la Russia: l'ultimo dei Mark I, alimentato da un reattore nucleare sopra la testa, gli fornisce un apporto energetico senza precedenti. Durante la battaglia di Hong Kong affronta Otachi, ma viene preso di sorpresa e distrutto da Leatherback. È pilotato dai coniugi Sasha e Aleksis Kaidanovsky. È lo Jaeger più vecchio in servizio e come molti Mark I non ha armi equipaggiate;

- Coyote Tango, per il Giappone: unico a essere stato pilotato per necessità da un solo uomo, Stacker Pentecost, il cui copilota era morto in combattimento. Compare in un cameo nei ricordi di Mako da bambina e in un altro cameo, all'inizio del film, si vede il suo conn-pod tra le macerie Vladivostok insieme ai resti di altri Jeagers. Nel materiale promozionale lo si vede armato di due cannoni montati sulle scapole;

- Romeo Blue, per gli USA: compare in tre camei: durante i festeggiamenti all'inizio del film, durante un combattimento contro il Kaiju Hardship sempre all'inizio e successivamente il suo rottame appare tra le macerie di Seattle;

- Tacit Ronin, per il Giappone: compare in due camei: il primo visto alla TV mentre perlustra le rovine di Tokyo, successivamente appare il suo conn-pod (insieme ai resti di altri Jaeger) tra le macerie di Vladivostok;

- Horizon Brave, per la Cina:, compare in due camei. All'inizio del film si vede la sua costruzione tra i primi Jaeger creati, e successivamente il suo rottame appare tra le macerie di Manila;

#### MARK III
- Gipsy Danger, per gli USA: pilotato prima dai fratelli Beckett, poi da Raleigh e Mako. relativamente obsoleto ma successivamente aggiornato con un reattore nucleare 'double core' e varie altre funzioni come il "razzo gomito", è il più vecchio Jaeger in servizio dopo Cherno Alpha. Alla fine del film viene autodistrutto nella dimensione aliena, distruggendo la breccia una volta per tutte.

#### MARK IV
- Crimson Typhoon (lett. "Tifone Cremisi"), per la Cina: l'unico ad avere tre piloti, i gemelli Wei Yang, e tre braccia invece di due. È considerato lo Jeager più preciso ed efficiente. Viene distrutto dopo un lungo combattimento contro Otachi, quando quest'ultimo, con la sua coda, distrugge il conn-pod (la testa dello Jaeger) del robot, uccidendo anche i piloti;

#### MARK V
- Striker Eureka, per l'Australia: l'unico della categoria Mark V, il più recente e sofisticato degli Jaeger, pensato per essere la più letale e veloce macchina da combattimento. È pilotato dal pilota Jeager di lunga data Herc Hansen e dal figlio Chuck, poi da quest'ultimo e dall'ex-pilota Stacker Pentecost. Verrà utilizzato per portare la bomba atomica atta a distruggere la breccia ma durante lo scontro contro Slattern non potrà sganciarla e i piloti la faranno detonare distruggendo loro, lo Jeager e i Kaiju Scunner e Slattern;

### Kaiju
I Kaiju sono mastodontici mostri, armi biologiche create da una razza aliena proveniente da una dimensione parallela alla nostra, impiegati per liberare il pianeta da ogni resistenza e poi procedere all'occupazione (il che ricorda molto la razza aliena Xiliens, presente in numerosi film giapponesi come L'invasione degli astromostri o Gojira - Final Wars, puntualmente sconfitti da Godzilla). Ogni Kaiju è classificato in cinque categorie diverse a seconda della tossicità, delle radiazioni ambientali emesse dal suo corpo quando passa attraverso la breccia e più genericamente della pericolosità. Le categorie da I a II rappresentano quelli meno tossici e più deboli, mentre quelle dalla III alla V comprendono i più pericolosi. Di seguito sono elencati per categorie i Kaijū che appaiono nel film e le loro abilità:

#### Categoria I
- Trespasser: il primo Kaijū, apparso a San Francisco, con molta probabilità di categoria I, sfrutta il peso della sua stessa corazza per distruggere tutto ciò che trova.
- Karloff: si vede solo per un momento in un cameo, a differenza di altri Kaiju ha un aspetto decisamente gracile e debole; nel fumetto Pacific Rim: Tales From Year Zero è scritto che viene ucciso dal primo Jeager mai entrato in servizio, Brawler Yukon.
- Hundun: si vede solo per poco tempo in due camei, il suo corpo è uguale a quello di Karloff, ma a differenza la sua pelle è nera e la sua mandibola è uguale a quella di Hardship. Hundun attaccò Manila e i suoi escrementi contaminarono la città oltre alla sua carcassa.
- Kaiceph: è un kaiju quadrupede con due braccia più piccole sul torace e un corno sulla testa. Attaccò Cabo San Lucas e le bombe atomiche che lo colpirono fecero diffondere il suo sangue e probabilmente causarono il distacco dei sei arti. Furono trasportate su una portaerei le parti restanti del suo corpo, ovvero il teschio con il corno, la colonna vertebrale, la coda e la sua punta, le costole, alcuni organi e parti di muscoli.

#### Categoria II
- Hardship: è un kaiju che ha una specie di spada molto spessa sulla testa, quattro occhi verdi, due grandi braccia abbastanza forti e solo due dita senza artigli ma con delle specie di lame, due braccia piccole con una lama ossea al posto di dita e la mascella come quella di Hundun. Attaccò una città sconosciuta e fu fermato e ucciso da Romeo Blue: Hardship saltò su Romeo Blue per cercare di mordere il suo conn-pod, ma Romeo Blue fece sbattere la testa di Hardship contro un palazzo e riuscì a liberarsi e prendere una parte di un ponte e colpire Hardship sotto la testa per poi ucciderlo.
- Onibaba (lett. demone strega): apparso a Tokyo, utilizza l'esoscheletro per difendersi e le chele per attaccare, molto simile per certi versi al kaiju Ebirah, uno dei nemici di Godzilla.

#### Categoria III
- Knifehead (lett. testa di coltello): apparso nei mari dell'Alaska, utilizza l'affilato muso simile a quello di uno squalo goblin. In più è molto simile a Guiron, un nemico del famoso Kaiju Gamera.
- Yamarashi: compare in un cameo tatuato sul braccio di Newton.

#### Categoria IV
- Bladehead (lett. testa di spada): apparso a Sydney, ha le stesse abilità di Trespasser. Viene ucciso da Striker Eureka.
- Otachi (lett. grande spada): apparso a Hong Kong insieme a Leatherback, è il più versatile dei Kaiju dato che può volare, usare la sua coda dotata di arto prensile, e spruzzare acido altamente corrosivo dalla bocca. Dimostra inoltre un'ottima capacità di adattamento (durante l'attacco a Hong Kong viene pestato da Crimson Typhoon e Cherno Alpha, poi distrugge il primo con la coda prensile e ferisce gravemente il secondo con il suo acido). Verrà tagliato a metà da Gipsy Danger. La capacità di volare lo accomuna a Rodan, celebre Kaiju del cinema giapponese.
- Leatherback (lett. schiena di cuoio): apparso a Hong Kong insieme a Otachi, è molto simile a King Kong, è dotato di un'enorme forza fisica e può generare un'onda elettromagnetica di 360°, ma non sembra essere molto intelligente ma come Otachi sembra capace di adattarsi bene in combattimento. Verrà ucciso squartato da Gipsy Danger con il suo cannone al plasma.
- Scunner: apparso nell'Oceano Pacifico insieme a Raiju e Slattern, utilizza le quattro braccia per muoversi più velocemente sott'acqua e le corna per attaccare. Viene ferito da Gipsy Danger e ucciso dalla bomba atomica di Striker Eureka.
- Raiju (lett. bestia del fulmine): apparso nell'Oceano Pacifico insieme a Scunner e Slattern. Il più veloce dei Kaijū sott'acqua. Viene letteralmente tagliato a metà da Gipsy Danger.

#### Categoria V
- Slattern: apparso nell'Oceano Pacifico insieme a Scunner e Raiju, è il più potente di tutti i Kaijū apparsi. Dopo essere sopravvissuto alla bomba atomica di Striker Eureka viene usato (e ucciso) da Gipsy Danger per attraversare la breccia.

#### Altri Kaiju
- Reckoner
- Clawhook
- Ceramander
- Tentalus
- Hidoi
- Biantal
- Tailspitter
- Raythe
- Spinejackal
- Insurrector
- Taranais
- Taurax
- Kojiyama
- Bonesquid
- Atticon
- Fiend
- Hound
- Rachnid

## Produzione
Il progetto del film partì da una sceneggiatura iniziale di Travis Beacham acquisita dalla Legendary Pictures. Guillermo del Toro si avvicinò al progetto in seguito alle difficoltà maturate in altre produzioni a cui stava lavorando, come la regia del film Lo Hobbit - Un viaggio inaspettato o l'adattamento del romanzo Alle montagne della follia.

## Promozione
Il 28 novembre 2012 è stato diffuso su internet un video virale dal titolo Breaking News: Kaiju Attack il quale mostrava una serie di notiziari annunciare un attacco di kaiju. Il primo trailer del film è apparso il 12 dicembre 2012. Il 3 gennaio 2013 è stato invece diffuso online il poster italiano, riportante la tagline del film: "Per combattere dei mostri, abbiamo creato mostri". In occasione del CES (Consumer Electronics Show) tenutosi a Las Vegas all'inizio di gennaio, è stata inoltre mostrata una nuova versione del trailer precedentemente diffuso online, contenente alcune scene inedite. Tra il 25 e il 26 marzo 2013 sono stati pubblicati due nuovi poster raffiguranti gli Jaeger, robot giganti creati per contrastare i Kaijū. Il 29 maggio 2013 è stato diffuso online il trailer italiano.

## Colonna sonora
Le musiche del film sono state composte da Ramin Djawadi. Del Toro ha scelto Djawadi basandosi sui suoi lavori più famosi, come Prison Break, Iron Man e Il Trono di Spade.
La colonna sonora è stata distribuita in versione digitale su Amazon il 18 giugno 2013, mentre il CD è stato pubblicato il 25 giugno.
1. Pacific Rim (feat. Tom Morello)
2. Gipsy Danger
3. Canceling The Apocalypse
4. Just A Memory
5. 2500 Tons Of Awesome
6. The Shatterdome
7. Mako (feat. Priscilla Ahn)
8. Call Me Newt
9. Jaeger Tech (feat. Tom Morello)
10. To Fight Monsters, We Created Monsters
11. Better Than New
12. We Are The Resistance
13. Double Event
14. Striker Eureka
15. Physical Compatibility
16. Category 5
17. Pentecost
18. Go Big Or Go Extinct (feat. Tom Morello)
19. Hannibal Chau
20. For My Family
21. No Pulse (feat. Tom Morello)
22. Kaiju Groupie
23. Deep Beneath The Pacific
24. The Breach
25. We Need A New Weapon

## Distribuzione
La Warner Bros. si è occupata della distribuzione del film, l'uscita nelle sale americane è avvenuta il 12 luglio 2013. In Italia invece l'11 luglio 2013.

## Accoglienza

### Incassi
Con un budget di 190 milioni di dollari, nonostante il successo di critica non ha registrato una grande affluenza negli Stati Uniti, arrivando a incassare 101 802 906$; ha incontrato un maggior successo a livello internazionale, con 309 200 000$ incassati. Complessivamente, la pellicola ha totalizzato quindi 411 002 906$.

### Critica
Sul sito web aggregatore di recensioni Rotten Tomatoes, il film ha ottenuto un punteggio medio di 6,70 su 10 e una percentuale di approvazione del 72%, basata su 298 recensioni. Mentre su Metacritic, che usa una media ponderata, ha assegnato alla serie un punteggio medio di 65 su 100, basandosi su 48 recensioni, indicando "recensioni sono generalmente favorevoli".

## Altri media

### Fumetto
In America poco prima dell'uscita del film è uscito un fumetto, un volume unico, dal titolo Pacific Rim: Tales from Year Zero. Scritto da Travis Beacham (sceneggiatore del film) e con la copertina disegnata da Alex Ross, Tales from Year Zero è un prologo ufficiale degli eventi narrati nel film.
All'interno del fumetto, oltre ad alcuni Jaeger e Kaiju presenti nel film, ne compaiono di nuovi.
Jaeger
- Diablo Intercept (Peru; Mark 2)
- Puma Real (Panama; Mark 2)
- Solar Prophet (Peru; Mark 2)
- Matador Fury (Messico; Mark 3)
- Shaolin Rogue (Hong Kong; Mark 3)
- Vulcano Specter (Australia; Mark 3)
- Chrome Brutus (Canada; Mark 3)
- Nova Hyperion (Russia; Mark 4)
- Echo Saber (Giappone; Mark 4)
- Mammoth Apostle (USA; Mark 4)
- Hydra Corinthian (Panama; Mark 4)
- Tango Tasmania (Tasmania; Mark 1)
- Lucky Seven (Honk Hong; classe sconosciuta)

Kaiju
- Meathead
- Scissure
- Verocitor
- Belobog

### Videogioco
È uscito in contemporanea con il lancio del film un videogioco per PlayStation Network, Xbox Live Arcade e Windows. È stato anche sviluppato un gioco chiamato Pacific Rim: The Mobile Game, per smartphone con sistema operativo iOS e Android che si svolge prima degli eventi narrati nel film.

### Action figure
Sono usciti numerosi gadget relativi a Pacific Rim, fra cui action figure di alcuni Jaeger e Kaiju.

### Animazione
La serie animata in stile cartone giapponese Pacific Rim - La zona oscura (Pacific Rim: The Black), che espande la storia dei primi due film, è stata distribuita su Netflix dal 4 marzo 2021 al 19 aprile 2022.

### Gioco da tavolo
È uscito un gioco da tavolo con miniature dal titolo Pacific Rim extinction pubblicato dalla Cosmic games.

## Sequel
Del Toro parlò della possibilità di un sequel di Pacific Rim già nel 2012, ancora prima dell'uscita del film. Legendary Pictures scelse inizialmente Travis Beacham per la storia, insieme a Del Toro.
Al WonderCon 2013 Del Toro disse che gli sarebbe piaciuto fare un crossover in cui i Kaiju affrontati fossero Godzilla e Mechagodzilla. Intervistato da Entertainment Weekly Charlie Hunnam ha dichiarato: "Penso che la creazione di mondi e mostri come quelli di Pacific Rim siano divertenti solo se secondari all'importanza del racconto. Quando ciò non accade la cosa mi innervosisce, e un po' perdo interesse. Nonostante avessimo tentato veramente di amalgamare queste due cose nel primo capitolo sentivo che alla fine si pendeva più dalla parte dello spettacolo che da quella della narrazione. [...] Spero che riusciremo a rimediare un poco nel secondo. Non dico che non sono fiero del primo, mi è piaciuto e penso che abbia regalato al pubblico esattamente ciò che si aspettavano. Sento però che avremmo potuto andare più in profondità sia nei personaggi che nel racconto.»
Nel febbraio del 2016 è stato annunciato che il sequel, inizialmente intitolato Pacific Rim: Maelstrom, sarebbe stato diretto da Steven S. DeKnight e avrebbe avuto come membri del cast John Boyega e Scott Eastwood. Nel dicembre 2016 viene annunciato il titolo ufficiale del sequel, Pacific Rim - La rivolta (Pacific Rim: Uprising), e il 20 luglio 2017 viene distribuito il primo teaser ufficiale; il film è stato distribuito nelle sale statunitensi il 23 febbraio 2018.

## Mockbuster
La casa cinematografica statunitense The Asylum ha prodotto un mockbuster intitolato Atlantic Rim, distribuito nel 2013.